# 中華民國海軍一五一艦隊
海軍第一五一艦隊（英語：Amphibious 151st Fleet）（原海軍登陸艦隊司令部）是中華民國海軍艦隊指揮部下轄的一個艦隊，負責各外（離）島後勤及人員與民生物資運補等任務。平時負責執行人員、物資運補工作並擔任快速反應兵力，戰時依令遂行兩棲登陸作戰任務。

## 沿革
- 1950年7月1日成立海軍登陸艦隊司令部。[1]
- 1961年，更名海軍登陸第一艦隊司令部。
- 1966年4月，更名海軍登陸第一艦隊部。
- 1976年1月1日，更名海軍第一五四艦隊與海軍第一三六艦隊。
- 1985年10月1日，奉海軍總司令部令，海軍第一五四艦隊與海軍第一三六艦隊合併整編為海軍第一五一艦隊，隸屬兩棲部隊。
- 1991年7月1日，兩棲部隊裁撤；海軍第一五一艦隊增編海灘總隊、爆破大隊、登陸艇隊等三陸岸單位，更名兩棲艦隊。
- 2001年3月28日，更名為海軍第一五一艦隊。
- 2004年1月1日，海軍精進案實施。
- 2004年12月31日，海軍第一五一艦隊海灘總隊、爆破大隊、灘勤工程大隊裁撤，灘勤工程中隊、灘勤裝備中隊移編海軍陸戰隊工岸大隊，水中爆破中隊移編海軍陸戰隊兩棲偵搜大隊，水中械彈處理中隊改隸海軍一四二艦隊救難大隊，浮箱中隊改隸小艇大隊。
- 2011年9月1日，本屬小艇大隊第三、四、五中隊裁撤，成立修理支援中隊。
- 2015年1月23日，磐石油彈補給艦完成建造並交付海軍，為海軍噸位最大之油彈補給艦。
- 2023年6月19日，玉山號船塢運輸艦成軍並交付海軍，填補了自2012年10月29日中正號船塢登陸艦除役後的缺口。

## 圖集

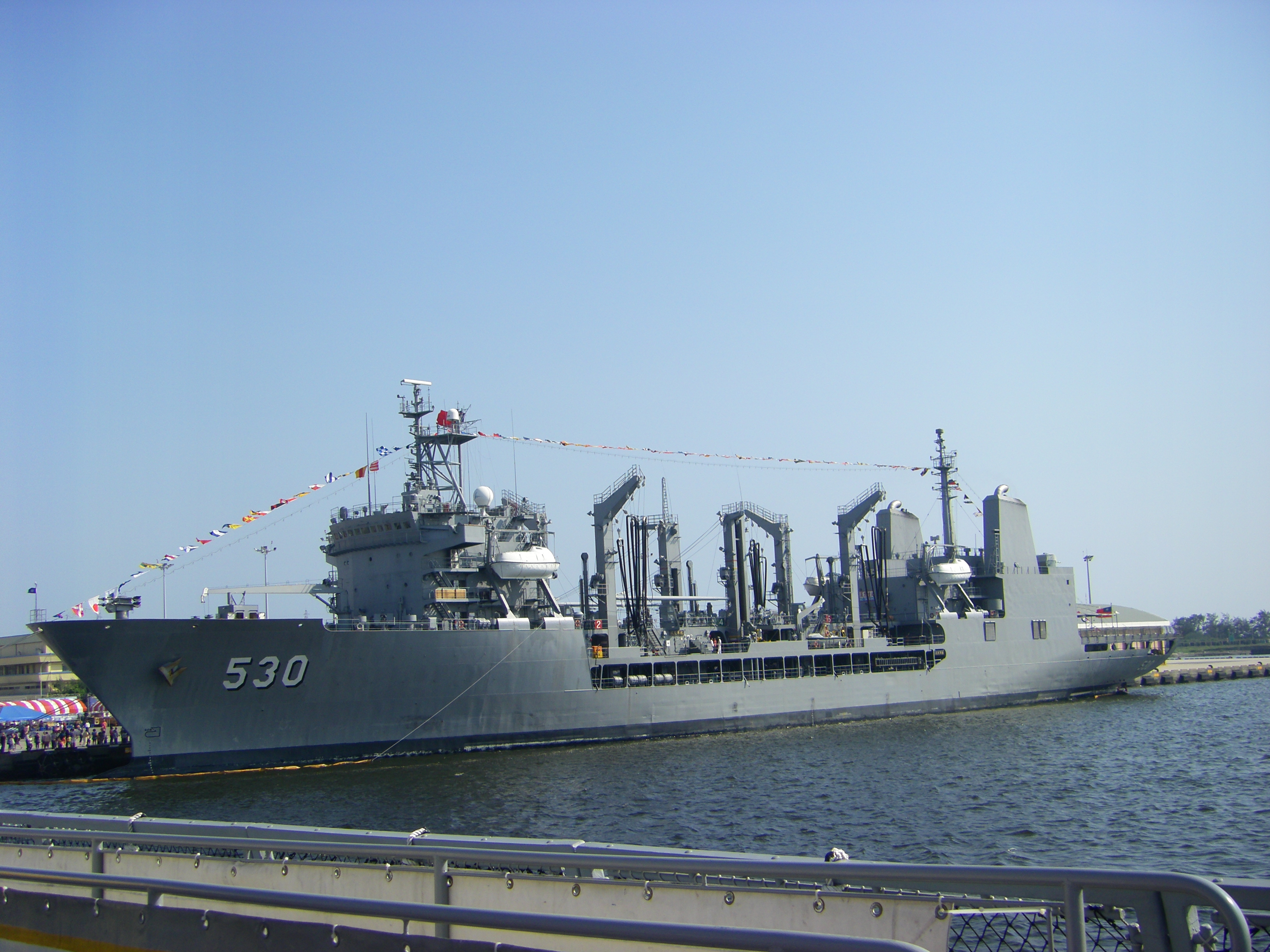
武夷號油彈補給艦
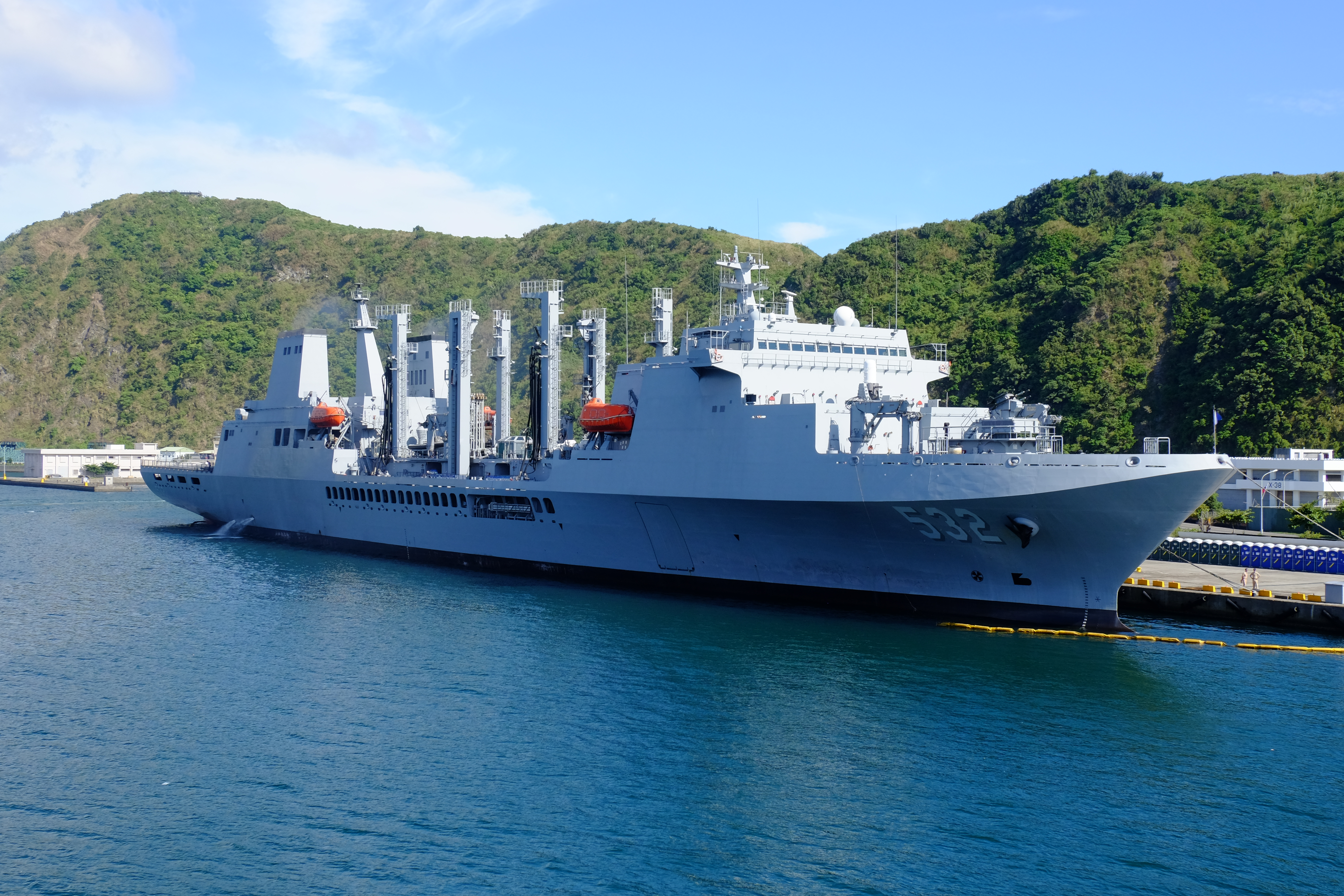
磐石號油彈補給艦
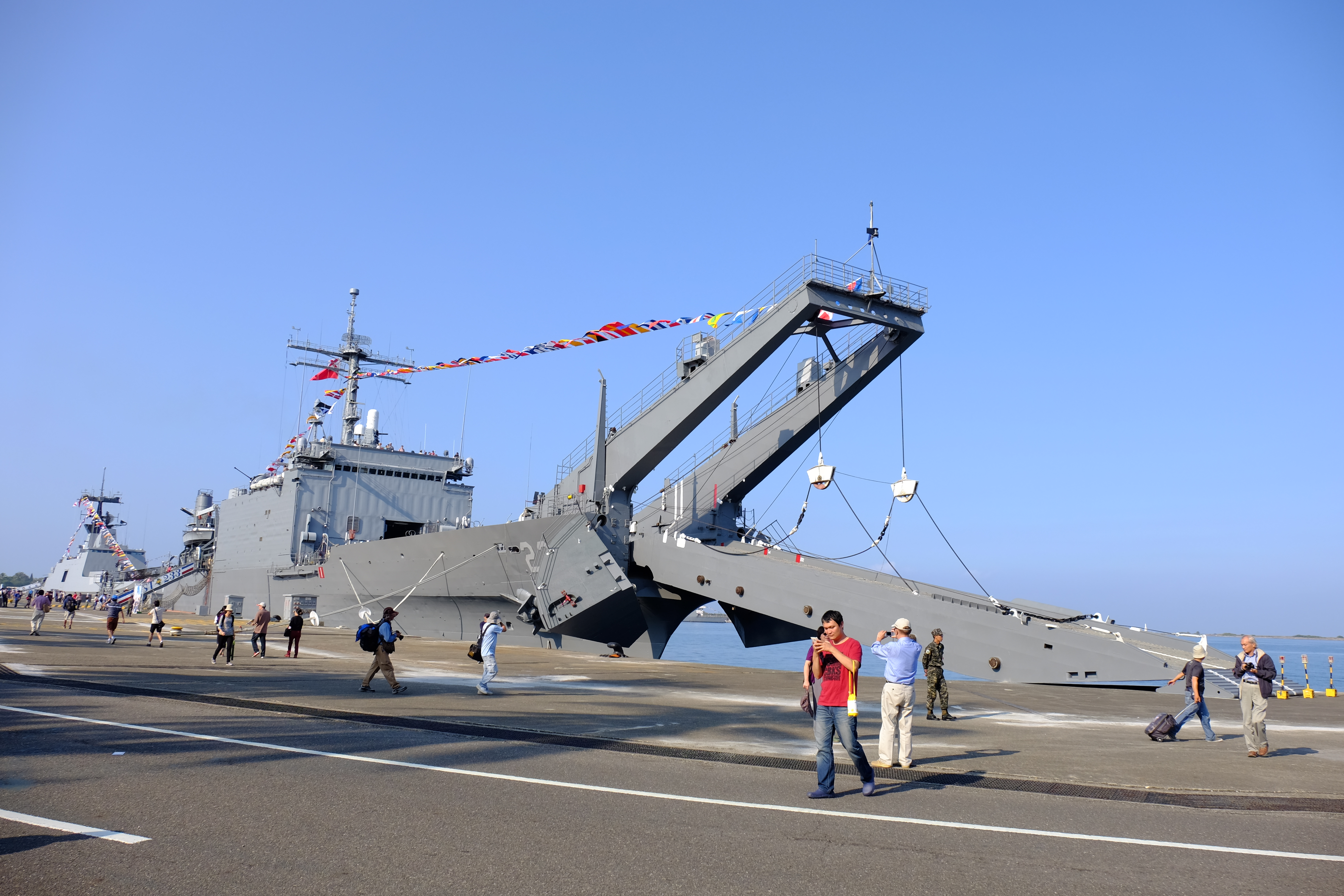
中和級戰車登陸艦
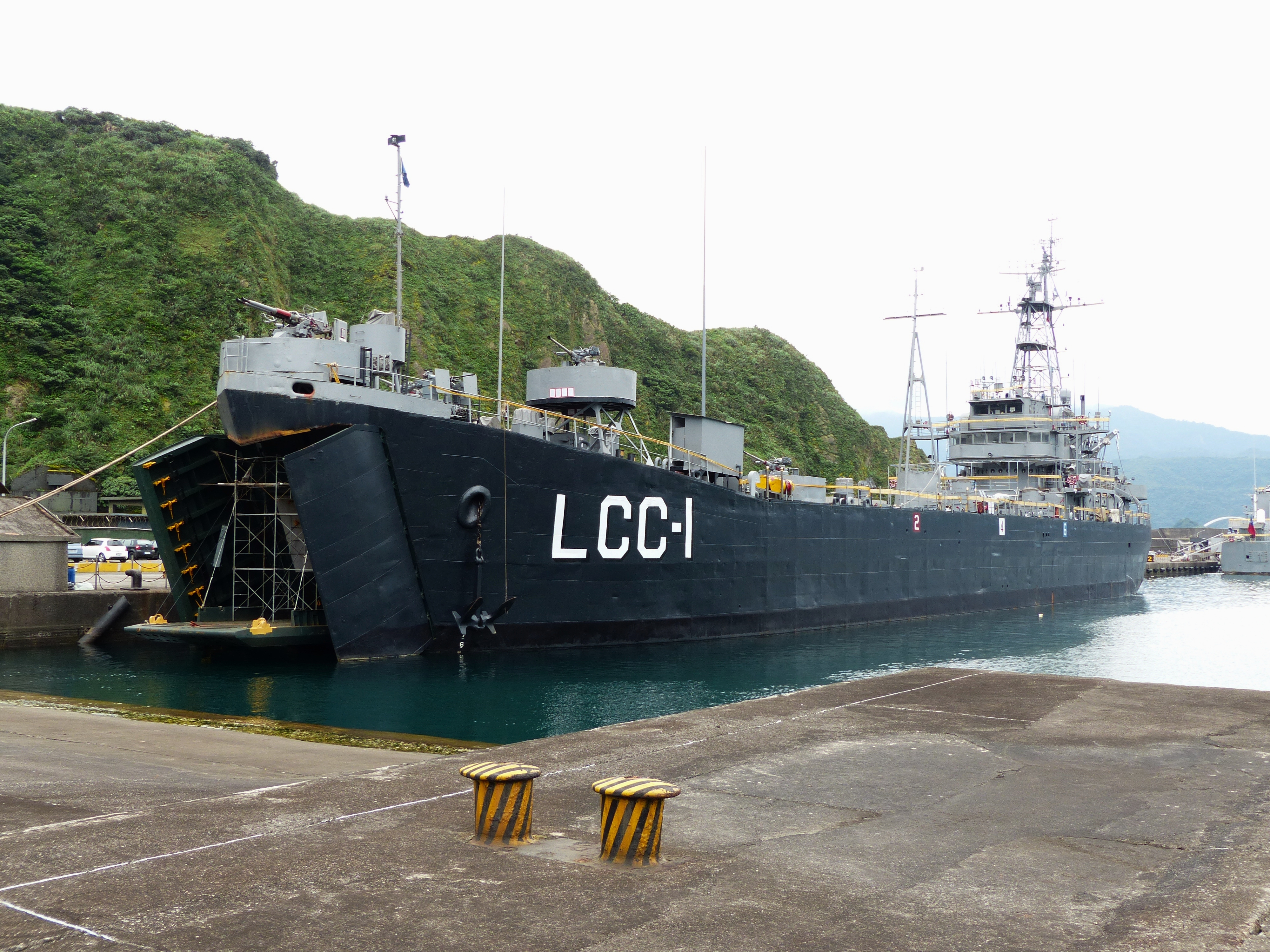
高雄號兩棲指揮艦
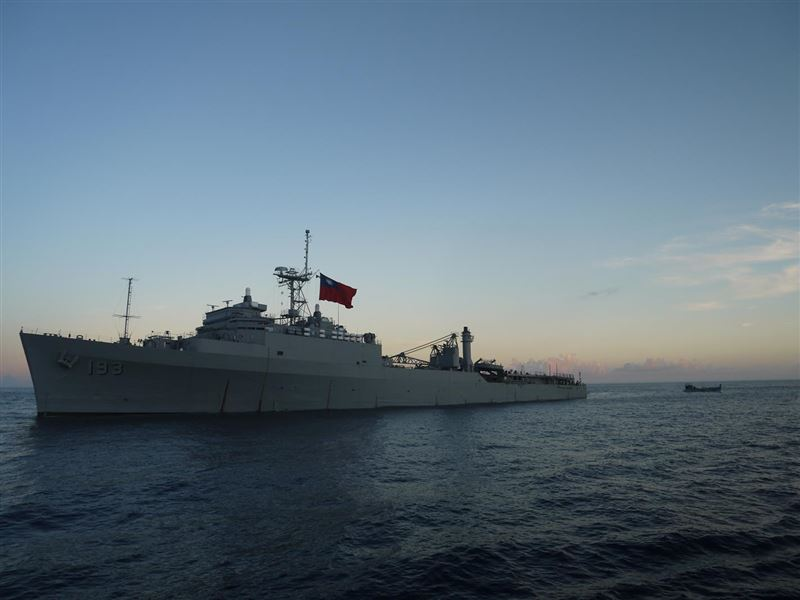
旭海號船塢登陸艦
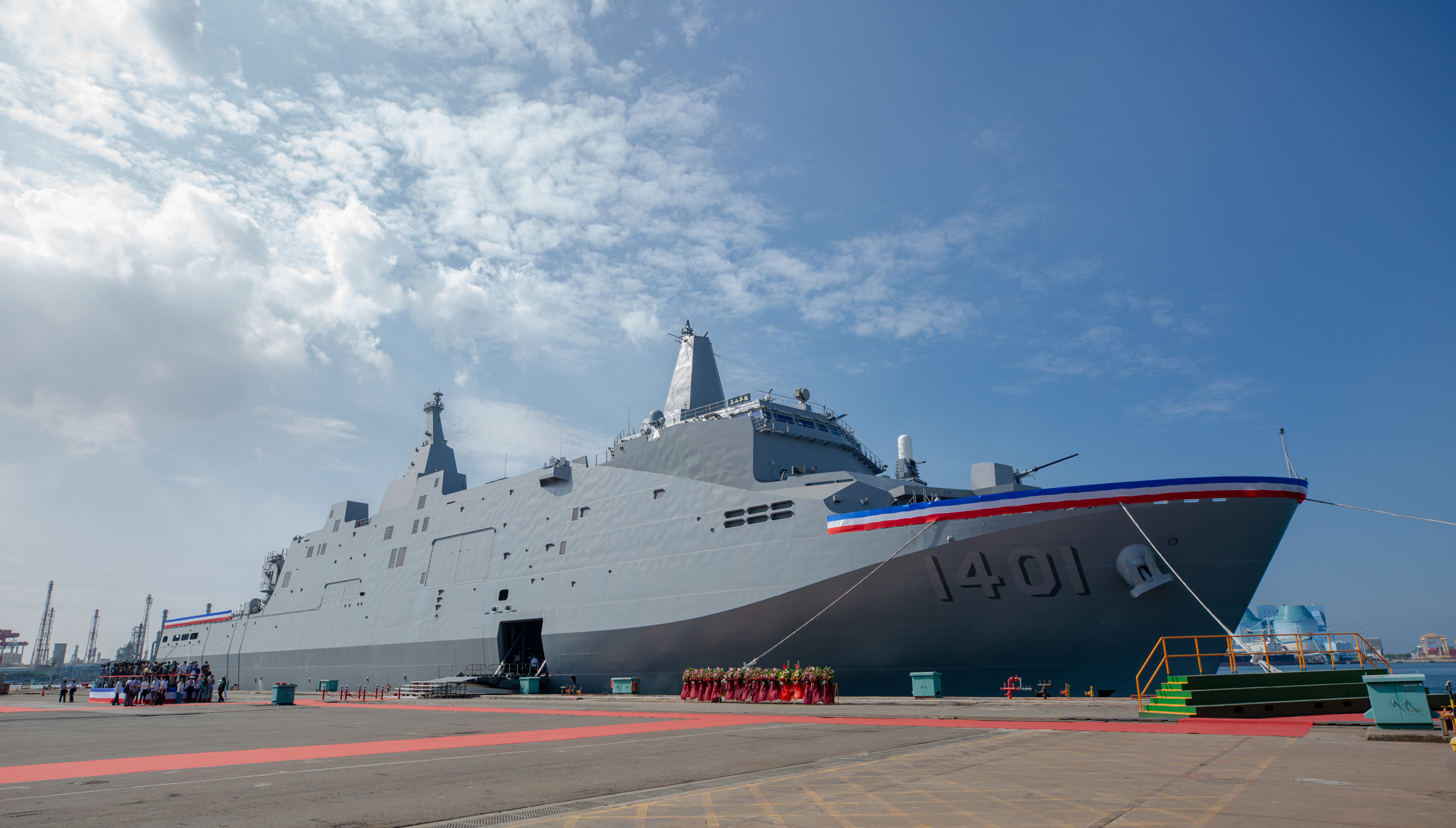
玉山級船塢運輸艦
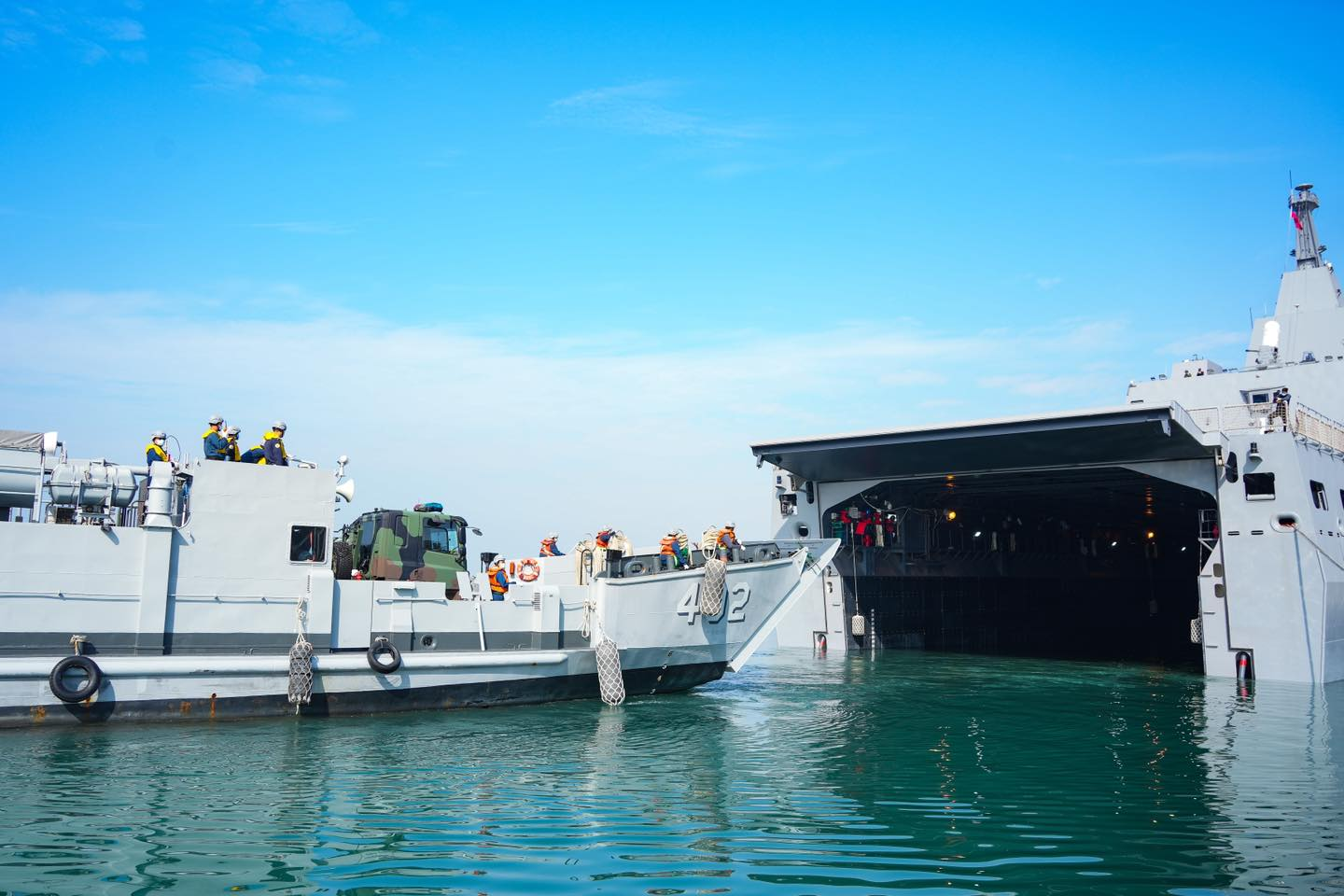
LCU通用登陸艇
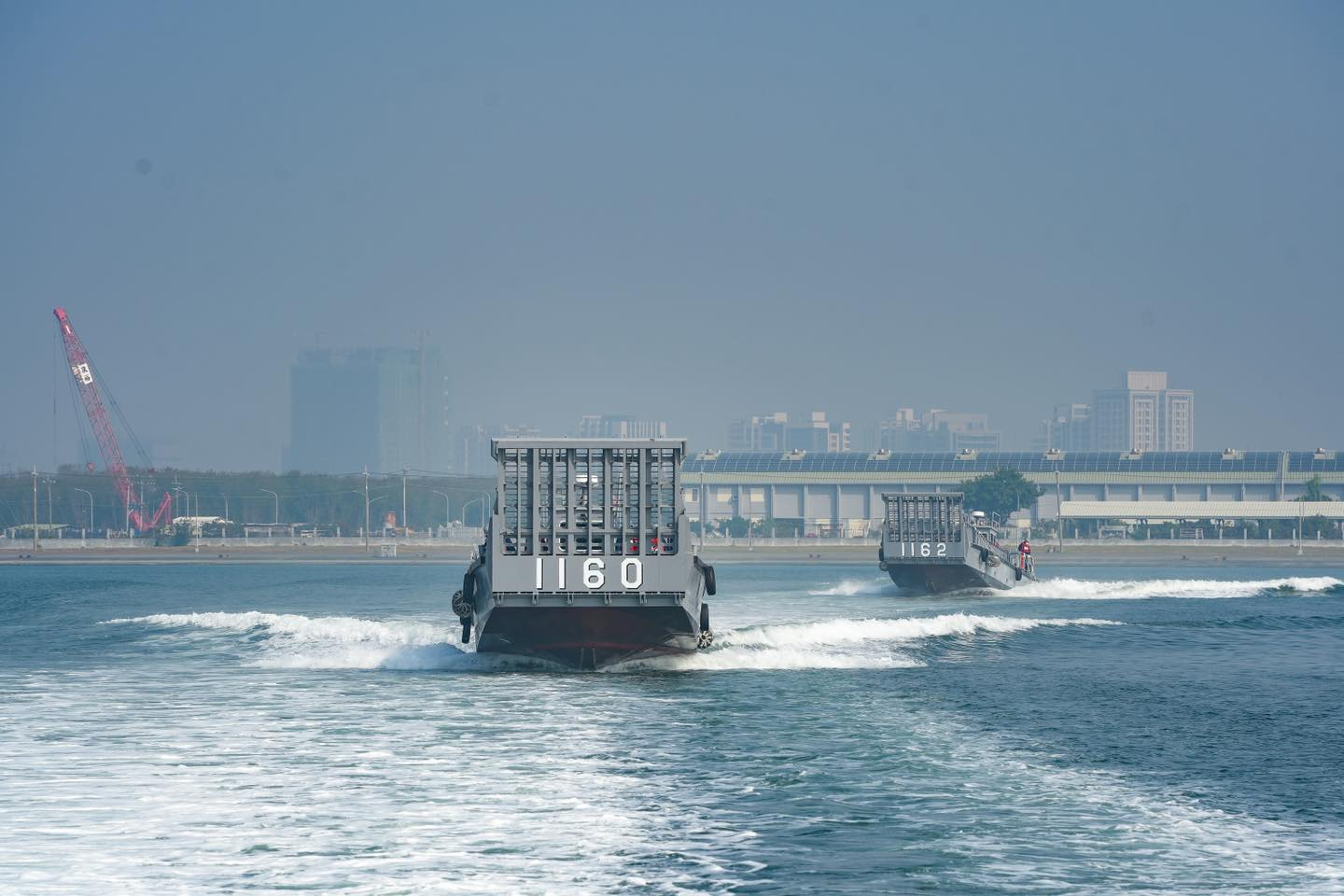
LCM機械化登陸艇

## 外部連結
- 中華民國海軍